# FIDE-skaktitel
En FIDE-skaktitel er en titel som verdensskakforbundet FIDE kan tildele skakspillere som har opfyldt en række krav. Kravene er ratingmæssige og/eller omfatter bestemte præstationer i turneringer. Titlerne er i rækkefølge fra den højeste til den laveste: stormester, international mester, FIDE-mester og kandidatmester. I skakkredse bruger man ofte de forkortede engelske former: GM (for grandmaster), IM, FM og CM. Disse titler kan erhverves af begge køn.
Der er også en tilsvarende række titler som kun kan fås af kvinder: kvindelig stormester, kvindelig international mester, kvindelig FIDE-mester og kvindelig kandidatmester. Kvindetitlerne forkortes WGM, WIM, WFM og WCM. Kravene til at opnå kvindetitlerne er lavere end for de tilsvarende kønsneutrale titler.
Når en spiller er tildelt en af de disse titler, er det for livstid. En lavere titel kan dog erstattes af en højere rangerende titel.

## Krav til skaktitler
Alle titlerne kan tildeles efter bestemte resultater i visse officielle internationale turneringer (VM i skak, skakolympiader, World Cup i skak, verdensdels-mesterskaber, senior- og juniorverdensmesterskaber, interzoneturneringer m.fl.). For eksempel blev Jens Kristiansen udnævnt til stormester fordi han blev seniorverdensmester i 2012.
Titlerne som stormester og international mester (GM, IM, WGM og WIM) opnås oftere ved at få 3 såkaldte titelnormer for den pågældende titel og en bestemt skakrating. En titelnorm er et særligt godt resultat med hensyn til præstationsrating og andre faktorer i en international turnering eller et nationalt mesterskab. Der stilles en række krav til en turnering for at den kan være normgivende. Norm-systemet blev indført af FIDE i 1957.
Endelig kan de lavere titler (FM, CM, WFM, WCM) opnås alene ved at nå en bestemt rating.
Fælles for alle titlerne er at man kun får dem ved at betale et gebyr til FIDE. Derfor er det ikke alle skakspillere som har kvalificeret sig til en titel som får den. I Danmark betales afgifterne for FM-, CM-, WFM- og WCM-titlerne af spillerne selv, mens Dansk Skak Union betaler for de øvrige titler.

## De almene titler

### Stormester
Der var sporadisk brug af titlen stormester i 1800-tallet og starten af 1900-tallet, men det var ingen officiel titel.
Nogle skakskribenter har påstået at zar Nikolaj 2. af Rusland gav titlen til de fem finalister i skakturneringen i Sankt Petersborg i 1914 (det var Lasker, Capablanca, Aljechin, Tarrasch og Marshall), men skakhistoriker Edward Winter har draget sandheden af dette i tvivl på grund af mangel på samtidige kilder. Den tidligst kendte kilde til påstanden er fra 1940.
I 1950 uddelte FIDE titlen for første gang, idet 27 skakspillere fik titlen. Det var:
- Den aktuelle verdenselite: Verdensmester Mikhail Botvinnik,  samt spillerne som var kvalificerede til kandidatturneringen i 1950: Isaac Boleslavsky, Igor Bondarevsky, David Bronstein, Max Euwe, Reuben Fine, Salo Flohr, Paul Keres, Alexander Kotov, Andor Lilienthal, Miguel Najdorf, Samuel Reshevsky, Vasily Smyslov, Gideon Ståhlberg og László Szabó.
- Spillere som havde deres største præstationer bag sig, men som blev anerkendt for tidligere at have tilhørt verdenseliten: Ossip Bernstein, Oldřich Duras, Ernst Grünfeld, Borislav Kostić, Grigory Levenfish, Géza Maróczy, Jacques Mieses, Viacheslav Ragozin,  Akiba Rubinstein, Friedrich Sämisch, Savielly Tartakower og Milan Vidmar.

Titlen blev kun givet til levende spillere.
Siden da er der lavet formaliserede regler som jævnligt revideres, som nøje reviderer kravene om at blive stormester (GM).
Antallet af stormestre er støt stigende. I 1972 var der 88 stormestre (heraf 33 fra Sovjetunionen), mens der på FIDE's liste over skakspillere pr. 21. marts 2013 var 1404.

### International mester
Titlen international mester (IM) er den næsthøjeste titel efter stormester. IM-titlen blev også indført af FIDE i 1950 hvor der blev udnævnt 94 internationale mestre.
De fleste stormestre har været internationale mestre i en periode før de opfyldte kravene til også at blive stormester, men der intet til hinder for at springe IM-titlen over på vejen til stormester hvis man opfylder de strengere krav til at blive stormester samtidig med kravene til at blive international mester. Det har bl.a. flere spillere i den absolutte verdenselite gjort, for eksempel eks-verdensmester Vladimir Kramnik.

### FIDE-mester
Titlen FIDE-mester (FM) er en nyere titel som blev indført af FIDE i 1978. Den rangerer lavere end international mester. FM-titlen kan ikke opnås ved at score titelnormer, men fås normalt ved at opnå en bestemt rating (2300).

### Kandidatmester
Kandidatmester (CM) er den nyeste og lavestrangende af FIDE's skaktitler. Den kan fås ved at opnå en rating på 2200. Én af betingelserne for at kunne lave en titelnorm for en af GM-, IM-, WGM- eller WIM-titlerne er at en spiller møder et mindste antal modstandere med bestemte titler i en turnering, men CM-titlen kan i modsætning til de højere titler ikke bruges i denne forbindelse. Derfor er der ingen direkte fordele af at have en CM-titel, og mange kvalificerede undlader at købe titlen af FIDE.[kilde mangler]

## Kvindetitlerne

### Kvindelig stormester
Kvindelig stormester (på engelsk forkortet WGM efter Woman Grandmaster) er den fornemste skaktitel, der kun gives til kvinder. FIDE indførte titlen i 1975.

### Kvindelig international mester
Kvindelig international mester er den ældste af de titler som er forbeholdt for kvinder. Titlen blev indført af FIDE i 1950, samtidig med stormester og international mester, hvor de første 17 kvindelig internationale mestre blev udnævnt. I starten blev titlen på engelsk kaldt International Woman Master (IWM), men har senere skiftet navn til Woman International Master (WIM).
Kravet til at blive WIM er betydeligt lavere end til at blive IM. Kravet til at blive WIM kan ikke direkte sammenlignes med kravet til at blive FM, da det er baseret på normer hvor FM-kravet udelukkende er baseret på rating, men er på visse måder også lavere end FM-kravet. Således er kravet for præstationsrating til en WIM-norm på 2250 under grænseværdien for en FM på 2300.